# 통일신라의 교육
통일신라의 교육은 통일신라 시기의 교육을 의미하며, 구체적으로 신라가 삼국을 통일한 시점부터 고려 성립 이전까지다.
통일 전 신라는 고구려와 백제와 경쟁을 해야하는 위태로운 상황에 대처하기 위해 화랑도라는 청소년 전사 집단을 운영한 바 있으며, 이 집단은 신라인들의 불국토 사상에 의해 뒷받침 되었다. 그러나 삼국의 각축이라는 위기 상황이 해소되자 화랑도의 존재의의와 의미는 상실되게 되었으며, 통일신라 당국은 넓은 영토를 효율적으로 통치하기 위한 국가 조직의 개편을 꾀하고 있었다. 이를 위해서는 유교식 학교 교육을 도입할 필요가 있었으며 이러한 배경에서 등장한 것이 바로 국학이다.

## 시대적 배경
신라는 당과 연합하여 먼저 백제를 멸망시킨 다음 고구려를 공격하여 항복을 받아 내었다. 그 후 당이 고구려와 백제에 대한 지배권을 행사하려하자 신라는 한반도 일부지역에서 당과 전쟁을 벌였다. 결국 신라는 당의 군대를 몰아내고 한반도 일부지역에 대한 실효적 지배권을 확립하게 된다. 그런데 이처럼 신라가 당의 침략을 물리친 것은 매우 중요한 의미를 갖는다. 이는 한반도 전체에 대한 중국의 지배 야욕을 저지함으로써 민족적 위기를 돌파했다는 점이다. 뿐만 아니라 이를 계기로 한민족 형성을 위한 기반을 마련했다는 점에서 큰 의의를 갖는다.
그런데 삼국을 통일한 후 종전과는 비교할 수 없을 만큼의 넓은 영토와 많은 국민을 지배하게 된 신라는 이에 상응하는 국가 기관을 갖출 필요가 있었다. 통일신라를 대표하는 교육기관이었던 국학은 이러한 시대적 상황에서 설립되었던 것이다.

## 통일신라의 학교교육
통일신라 당국이 중앙과 지방에 학교를 설립한 것은 방대해진 국가 경영을 위한 조직적인 관리 양성이라는 현실적 목적과 유교 국가에는 당위적으로 중앙과 지방에 학교가 있어야 한다는 유교교육의 전통에 기인한 것으로 여겨진다. 특히 후자적 측면은 한국에 통일신라시대에 접어들어 중국식 교육이 본격적으로 영향을 미치기 시작했음을 보여주는 것이다.

### 국학
국학은 신문왕 2년(682)에 설립되었다. 국학이라는 명칭은 중국의 학교제도를 모방한 데 따른 것이었다. 중국에서는 학교의 명칭을 크게 중앙과 지방의 학교로 구분해 사용하는 관행이 있었는데, 대체로 중앙의 학교는 “국학”, 지방의 학교는 “향학(鄕學)”으로 불리었다. 국학에서 ‘국(國)’은 수도라는 의미를 갖고 있는데, 즉 국학은 국가의 수도에 있는 최고학부를 의미하는 것이었다. 따라서 국학이라는 명칭 자체는 본래 고유 명칭이라기보다는 범칭이었던 셈이다. 그 당시 당(唐)의 경우 최고학부였던 “국자감”을 국학으로도 칭하기도 했는데 아마도 통일신라 당국은 이를 모방하여 학교 명칭을 국학으로 결정한 것으로 여겨진다. 여기사 당의 국학과 신라의 국학이 다른 점은 신라의 국학은 별칭이 아니라 그것 자체가 고유 명칭이었던 것이다.
신라의 국학은 당의 국자감을 축소시켜 놓은 학교였다. 당의 국자감은 6개의 독립된 학관으로 이루어져 있었으며, 3개의 학관에서는 유교경전을, 나머지 3개의 학관에서는 기술학 교육을 행하였다. 이에 비해 통일신라의 국학은 2개의 학관에서 유교경전과 기술교육을 병합적으로 실시했던 것으로 보인다.
국학의 교육과정은 필수과목인 《논어》와 《효경》을 두고 있었는데, 이 역시 당의 국자감과 같은 것이었다. 필수과목과 함께 다음의 3개영역에 따라 유교경전을 교육하였다.
1. 《예기》와 《주역》

2. 《좌전》과 《모시》

3. 《상서》와 《문선》
이 세 영역의 학습 기간은 모두 비슷하였으며, 이 중 한 영역과 필수과목을 모두 이수하면 졸업을 시도할 수 있었다.
또한 국학의 교육내용으로는 산학(算學)이 있었다. 그러나 당의 국자감에서처럼 이를 전문적으로 교육하는 학관이 있었던 것은 아니었다. 산학 이외의 기술교육으로서 율령학·의학·천문학·주종(鑄鐘)·전자(鐫字) 등은 국학교육과는 별도로 이루어졌다.
국학의 교원으로는 박사와 조교가 있었으며 그 인원은 일정한 수로 정해져 있지 않았다. 이러한 박사·조교 제도는 당의 국자감에서도 가져온 것으로 여겨진다. 국학의 입학 자격은 대사에서부터 벼슬이 없는 자까지로 되어 있었으며, 입학연령은 15~30세로 그 폭이 다소 큰 편이었다. 또한 수업연한은 9년이었고, 졸업요건은 학생의 관등이 대나마나 나마에 이르는 것이었다. 이는 곧 관위가 높은 자가 입학자일수록 그만큼 졸업이 수월했다는 것을 의미한다.
입학자격과 졸업요건과 관련하여 주목할 점은 당시의 엄격한 골품제사회에서 5두품 출신의 학생들도 진골이나 6두품 출신들만 오를 수 있었던 대나마나 나마 관등에 오를 수 있었다는점이다. 이러한 조치는 신라가 점차 혈통과 같은 귀속적 요인보다는 경서 지식과 같은 능력적 요소를 중시하는 방향으로 나아가고 있었음을 의미한다. 이는 곧 신라가 학식 있는 자를 관리로 등용함으로써 골품제를 근간으로 하는 종전의 세습적 관직제도를 개혁하려고 했음을 시사한다.
한편, 국학에는 “독서삼품출신법”이란 것이 있었는데, 이는 국학생들이 얼마나 많은 경전을 익히었는가의 여부에 따라 관리로 선발하는 제도였다. 이 시험의 결과에 따라 그에 상응하는 직위가 주어지게 되고 또 일정한 지위에 도달하게 될 경우 졸업하게 되어 있었다는 점을 고려할 때, 독서삼품출신법은 국학생의 졸업시험임과 동시에 관리 임용시험이었음을 알 수 있다. 이 법의 구체적인 내용은 다음과 같다.
- 특품 - 5경 및 3사[8], 제자백가서에 통달한자.
- 상품 - 《춘추좌씨전》, 《예기》, 《문선》, 《논어》, 《효경》에 통달한 자
- 중품 - 《곡례》[9], 《논어》, 《효경》에 통달한 자
- 하품 - 《곡례》, 《효경》에 통달한 자

위 등급 중 특품에 해당하는 자는 한품(閑品)일 지라도 파격적인 벼슬을 주어 등용하기로 하였으나, 실제로 이에 해당되는 경우는 현재까지 파악된 바가 없다.
독서삼품출신법은 국학과 긴밀한 관계에 있던 제도였다. 이 법은 국학 교육의 질을 관리하기 위한 제도로서, 국학생들에게 신분상승이라는 기회를 제공하고 이를 통해 학생들이 학업에 대한 의욕을 갖게끔 함으로써 국학 교육의 수준이 일정 정도 이상으로 유지되게 하는 것이었다. 하지만 독서삼품출신과가 없었다면 국학이 유지될 수 없었을 것이라는 일부 교육사학자들의 주장에는 회의적인 분위기이다.
이러한 독서삼품출신법의 시행은 당시의 관리선발 기준에 커다란 변화를 가져왔던 것으로 여겨진다. 원성왕 5년(789)에 자옥이란 자를 지방관으로 임명하는 것과 관련하여 조정의 논쟁이 있었는데, 논쟁의 주요 쟁점은 자옥이 독서삼품출신법을 거치지 않았는데 지방관으로 임명해도 되는가 하는 것이었다. 결국 자옥이 당에 유학한 경력이 있는 것을 이유로 하여 지방관에 임명되기는 하였지만, 이는 당시의 뿌리깊은 골품제 사회에서 능력을 중시하는 경향이 점차 대두되기 시작했음을 보여주는 것이다. 특히 자옥의 사례는 당 유학보다는 국학 졸업이 더욱 중시된 사례이며, 이는 국학 졸업 자체가 독서삼품출신법이라는 능력검증 과정을 거쳐야 했기 때문인 것으로 여겨진다.
한편, 성덕왕 16년(717)에는 당으로부터 공자를 중심으로 한 유교 성현들의 초상을 들여와 국학에 안치했다는 기록이 있다. 당시 당에서는 모든 학교에 공자묘를 세워 제사를 지냈는데, 이것은 공자를 교육적 이상으로 삼아 성현의 경지에 도달하게 하려는 것으로서 곧 유교 교육을 지향한다는 의지의 표현이었던 것이다. 그 후 통일신라의 왕들도 국학에 방문하여 공자에게 제사를 지내고 박사들에게 경서 강의를 듣기도 하였다. 이는 유교교육을 권장하기 위한 상징적 행위였던 것이다. 이러한 전통은 이후 고려 및 조선 시대에도 계속 이어진다.
또한 소성왕 원년(799)에는 국학과 국학생을 위한 녹읍을 지정해 주었는데, 이를 통해 학생들의 학비를 국가에서 부담하고자 한 것이었다. 이처럼 학비를 국가에서 지원한 것은 당대 중국과 일본의 학교에서도 이루어지고 있던 일이었다.

### 지방학교
“국학”이라는 명칭의 의미와 통일신라의 학교 제도가 중국의 것을 본땄다는 점을 고려한다면, 통일신라에도 향학이 존재한다는 것을 충분히 상정해 볼 수 있다.
《동사강목》에 의하면 ‘신라 경덕왕 6년(747)에 각 주에 조교를 두었다.’라는 기록이 나오는데, 이는 통일신라에 향학이 존재했을 수 있다는 점을 충분히 뒷받침 한다. 조교라는 직위가 학관(學官)의 하나였다는 사실을 고려한다면, 당시 지방에도 학교가 있었을 가능성이 매우 큰 것이다. 당시 당의 경우를 따온다면, 통일신라의 지방 학교의 명칭은 ‘주학(州學)’이었을 개연성이 크다.

## 도당유학생 파견(숙위학생 제도)
통일신라 당국은 당에 국비로 유학생을 파견하였는데, 파견되는 학생이 많은 해에는 그 수가 100명에 이를만큼 성황리에 파견이 이루어졌다. 대다수 유학생의 출신성분은 왕족자제에서부터 6두품 출신까지의 상층 계급이었으며, 이들은 당에서의 학업이 끝나게 되면 신라로 돌아오거나 당에서 외국인을 대상으로 시행하던 빈공과에 합격하여 당에서 벼슬을 하는 경우도 있었다. 이처럼 도당유학생 제도는 극상충 계급에게만 국한되었던 것이었으며, 6두품 미만의 5두품 이하의 성분을 가진 자들은 주로 국학에 입학하였다. 즉, 통일신라 사회는 출신성분에 따라서 교육의 기회가 불평등하게 주어졌던 국가였던 것이다. 특히 골품제라는 신라의 독특한 사회적 특성을 고려한다면 당 유학생 출신이 고위 관직을 차지하게 되었을 것임을 감안할 때, 국학의 지위는 도당유학생 출신에 비해 상대적으로 열위에 있었음을 알 수 있다.

## 같이 보기
- 한국 고대의 교육
- 삼국 시대 이전의 교육
- 삼국시대의 교육